# Medaille zur Erinnerung an den Krieg 1939/1940
Die Medaille zur Erinnerung an den Krieg 1939/1940 war eine geplante, aber nicht verwirklichte deutsche Kriegsauszeichnung während des Zweiten Weltkriegs.

## Hintergrund zur Idee der Schaffung dieser Auszeichnung

Grafische Darstellung der Entwurfsprägung 1939/1940

Grafische Darstellung der Entwurfsprägung 1939/1941

Zwei Mustervarianten für das Ordensband, wobei linkere starke Ähnlichkeit mit dem Band des Eisernen Kreuzeses 2. Klasse aufweist

Nach den Siegen der Wehrmacht in der Anfangsphase des Zweiten Weltkrieges (Überfall auf Polen 1939, Besetzung Norwegens (vgl. Weserübung) 1940, Westfeldzug 1940), kam in Deutschland der Gedanke auf, der Endsieg sei durch diese Blitzkriege so gut wie sicher und stünde kurz bevor. Wobei sich der gleiche Gedanke auch nach dem Balkanfeldzug und den großen Anfangserfolgen der Wehrmacht gegen die Sowjetunion (vgl. Unternehmen Barbarossa) im Sommer/Herbst 1941 projizieren lässt, da die Medaille selbst einmal mit den Jahreszahlen 1939/1940 sowie 1939/1941 geprägt worden ist.
Daher entstanden vermutlich die ersten Überlegungen, den an den Kämpfen beteiligten Soldaten eine Art „Erinnerungsmedaille“ stiften zu wollen. Dabei war die Idee dazu im Grunde nicht neu. Schon im Ersten Weltkrieg wurde eine „Kriegserinnerungsmedaille“ geplant, die letztlich unter dem Namen „Krieger-Verdienstmedaille“ bekannt geworden ist. Auf wessen Idee die Schaffung und die eingereichten Skizzen basieren, ist jedoch nicht mehr feststellbar. Es ist aber davon auszugehen, dass die ersten Entwürfe wahrscheinlich durch das Oberkommando des Heeres angefordert worden sind.

## Erste Prägeversuche und Aufgabe des Projekts
Die ersten Prägeversuche wurden von der Firma Wiedmann aus Frankfurt am Main hergestellt und sind auch in wenigen Exemplaren an die Ordenskanzlei der Präsidialkanzlei zur Ansicht geliefert worden. Mit Ausweitung des Krieges und dem Niedergang des Nimbus der „unschlagbaren Wehrmacht“ vor den Toren Moskaus im Winter 1941/1942 endeten vermutlich die weiteren Bestrebungen, eine Kriegserinnerungsmedaille stiften zu wollen.

## Aussehen und Material
Die von der Firma Wiedmann produzierten Musterprägungen wurden einmal aus Oxydierten Eisen sowie aus vermessingtem Eisen hergestellt. Als Vorlage, dienten dabei offenbar die Medaille zur Erinnerung an den 13. März 1938 sowie ihre beiden Schwesternstücke. Auf der Vorderseite der Medaille selber ist mittig ein Eisernes Kreuz dargestellt, auf dem der Heeresadler (Symbol der Wehrmacht) mit angewinkelten Flügeln ruht. In seinen Fängen hält er ein auf dem Kopf stehendes Hakenkreuz. Darüber sowie darunter sind die Jahreszahlen 1939 und 1940 erhaben eingeprägt worden. Auf der zweiten Prägung ist lediglich die Zahl 1940 durch die Jahreszahl 1941 ersetzt worden. Auf der Rückseite der Medaille ist in Großbuchstaben zu lesen: DEN KÄMPFERN FÜR DIE DEUTSCHE FREIHEIT. Der Durchmesser der Medaille war etwa 32 mm.

## Sonstiges
Die Medaille wäre an einem Ordensband an der kleinen oder großen Ordensschnalle nach dem Kriegsverdienstkreuz getragen worden. Ähnlich dem Ehrenkreuz des Weltkrieges wäre sie wohl an alle Soldaten der Wehrmacht nach siegreicher Beendigung des Krieges verliehen worden. Sie hätte damit den Status einer Massenauszeichnung innegehabt. Weitere Details oder Einzelheiten liegen über diese Medaille nicht vor oder sind kriegsbedingt verloren gegangen.